# Ranielli José Cechinato
Ranielli José Cechinato (nacido el 19 de diciembre de 1970) es un exfutbolista brasileño que se desempeñaba como centrocampista.
Jugó para clubes como el Palmeiras, Santos, Botafogo, Juventus, Goiás, Portuguesa Santista, Ponte Preta, Avispa Fukuoka, Sport Recife, Juventude, Ituano y Santa Cruz.

## Trayectoria

### Clubes
| Club                | País   | Año         |
| ------------------- | ------ | ----------- |
| Palmeiras           | Brasil | 1990 - 1991 |
| Santos              | Brasil | 1992 - 1994 |
| Botafogo            | Brasil | 1995 - 1996 |
| Juventus            | Brasil | 1997        |
| Goiás               | Brasil | 1998        |
| Portuguesa Santista | Brasil | 1999        |
| Ponte Preta         | Brasil | 1999        |
| Avispa Fukuoka      | Japón  | 1999        |
| Sport Recife        | Brasil | 2000        |
| Matonense           | Brasil | 2001        |
| Juventude           | Brasil | 2001        |
| Ituano              | Brasil | 2002        |
| Santa Cruz          | Brasil | 2002        |